# Радиловський Юрій
Юрій Радиловський, також Кшиштоф Радивиловський, Радзиловський, Радзивиловський  (початок 18 ст. — † після 1770-х рр.) — маляр другої половини XVIII ст в Україні.

## Життєпис
Жив і працював у Кам'янці-Подільському. Був шляхтечем, обіймав посаду поштмайстера. 1749 р. приїжджав до Львова малювати ікони для іконостасу в соборі Святого Юра (з допомогою його учня Луки Долинського) у бароковому стилі. Намалював ряд картин для Підгорецького замку для Вацлава Петра Жевуського, в тому числі його парадний портрет на повний зріст. Потім, імовірно за рекомендацією Жевуських, поїхав працювати у Дубно до родичів Анни Жевуської (1740-і роки), де виконав кілька портретів князя Любомирського та його дружини. Вдруге працював у Львові у 1770-і роки. Створив портрети, зокрема, канівського старости Миколи Василя Потоцького, який з собору св. Юра перенесли до Онуфріївського монастиря, великі релігійні композиції («Архиерей», «Поява апостолів»). Виконав кілька портретів князя Любомирського та його дружини.

## Галерея

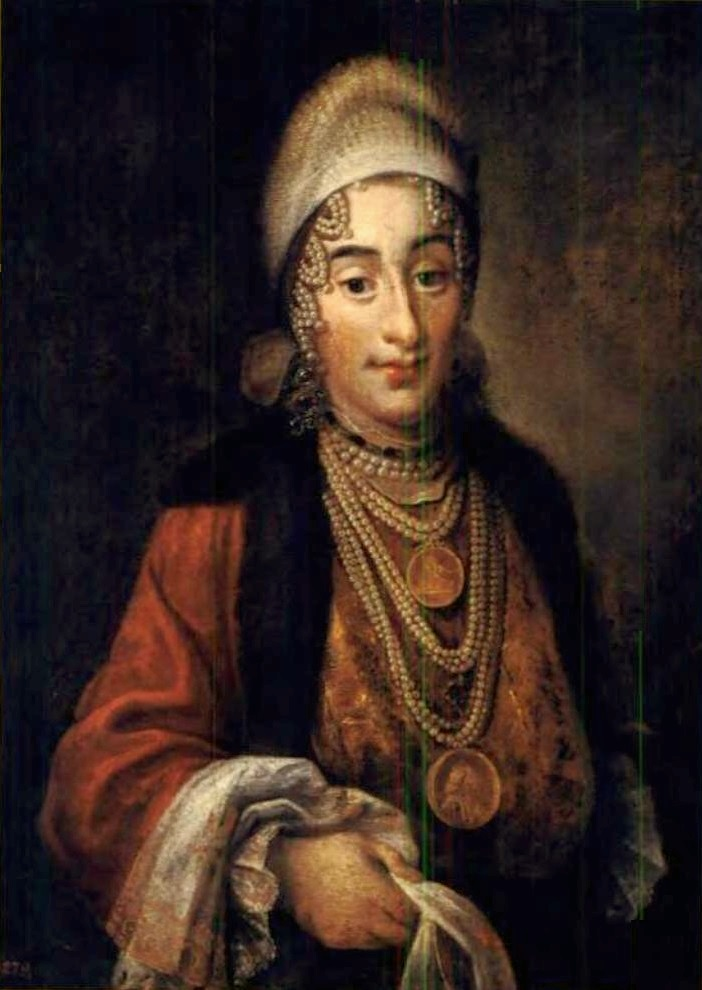
Кшиштоф (Юрій) Радиловський, Портрет Чайки, єврейської жінки зі Жванця
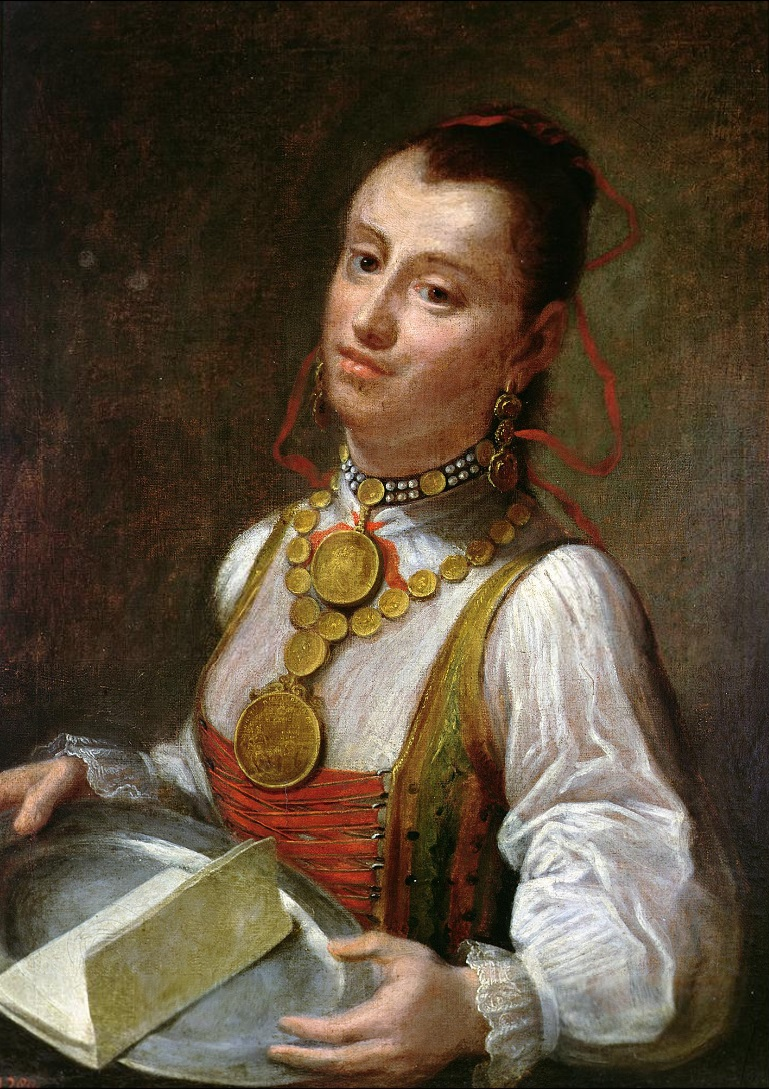
Кшиштоф (Юрій) Радиловський, Портрет Елі, єврейської жінки зі Жванця